# Narayanpur
Narayanpur (Hindi नारायणपुर) ist eine Kleinstadt im indischen Bundesstaat Chhattisgarh.
Die Siedlung ist Hauptort des Distrikts Narayanpur. Narayanpur hat den Status eines Nagar Panchayat. Die Stadt ist in 15 Wards gegliedert. Sie hatte am Stichtag der Volkszählung 2011 22.106 Einwohner, von denen 11.451 Männer und 10.655 Frauen waren. Die Alphabetisierungsrate lag 2011 bei 82,5 % und damit über dem nationalen Durchschnitt. Hindus bilden mit einem Anteil von ca. 89 % die Mehrheit der Bevölkerung in der Stadt. Muslime bilden mit einem Anteil von ca. 3 % eine Minderheit.